# Hemibracon w-impressum
Hemibracon w-impressum är en stekelart som beskrevs av Günther Enderlein 1920. Hemibracon w-impressum ingår i släktet Hemibracon och familjen bracksteklar. Inga underarter finns listade i Catalogue of Life.